# Ringo Starr and His All-Starr Band
Ringo Starr and His All-Starr Band – zespół muzyczny założony przez Ringo Starra. Od 1989 roku co roku zmieniali się muzycy i wokaliści, z których – jak mówi Starr – „każdy jest gwiazdą w swoim rodzaju”.

## Trasy i członkowie zespołu
| Band                     | Aktywność | bęben/Wokal | Bas/Wokal                                                  | Gitara/Wokal                                         | Keyboard/Wokal                 | bęben/Perkusja(/Wokal)  | Saksofon(/harmonijka/Flet)(/Wokal) | Albumy |
| ------------------------ | --------- | ----------- | ---------------------------------------------------------- | ---------------------------------------------------- | ------------------------------ | ----------------------- | ---------------------------------- | --- |
| Pierwszy All-Starr Band  | 1989      | Ringo Starr | Rick Danko                                                 | Nils Lofgren, Joe Walsh                              | Dr. John, Billy Preston        | Jim Keltner, Levon Helm | Clarence Clemons                   | Ringo Starr and His All-Starr Band                                                                           |
| Drugi All-Starr Band     | 1992      | Ringo Starr | Timothy B. Schmit (oryginalnie planowany był Peter Cetera) | Nils Lofgren, Dave Edmunds, Todd Rundgren, Joe Walsh | Burton Cummings                | Zak Starkey             | Timmy Cappello                     | Ringo Starr and His All Starr Band Volume 2: Live From Montreux                                              |
| Trzeci All-Starr Band    | 1995      | Ringo Starr | John Entwistle                                             | Randy Bachman, Mark Farner                           | Billy Preston, Felix Cavaliere | Zak Starkey             | Mark Rivera                        | Ringo Starr and His third All-Starr Band-Volume 1                                                            |
| Czwarty All-Starr Band   | 1997-1998 | Ringo Starr | Jack Bruce                                                 | Peter Frampton (Dave Mason odpadł w przesłuchaniu)   | Gary Brooker                   | Simon Kirke             | Mark Rivera                        | – |
| Piąty All-Starr Band     | 1999      | Ringo Starr | Jack Bruce                                                 | Todd Rundgren (Joe Walsh nie mógł wystąpić)          | Gary Brooker                   | Simon Kirke             | Timmy Cappello                     | – |
| Szósty All-Starr Band    | 2000      | Ringo Starr | Jack Bruce                                                 | Dave Edmunds                                         | Eric Carmen                    | Simon Kirke             | Mark Rivera                        | – |
| Siódmy All-Starr Band    | 2001      | Ringo Starr | Greg Lake                                                  | Roger Hodgson, Ian Hunter                            | Howard Jones                   | Sheila E.               | Mark Rivera                        | King Biscuit Flower Hour Presents Ringo & His New All-Starr Band, Extended Versions, Ringo Starr and Friends |
| Ósmy All-Starr Band      | 2003      | Ringo Starr | John Waite                                                 | Colin Hay                                            | Paul Carrack                   | Sheila E.               | Mark Rivera                        | Tour 2003 |
| Dziewiąty All-Starr Band | 2006      | Ringo Starr | Hamish Stuart                                              | Richard Marx, Billy Squier                           | Rod Argent                     | Sheila E.               | Edgar Winter                       | – |